# 同江镇
同江镇，是中华人民共和国黑龙江省佳木斯市同江市下辖的一个乡镇级行政单位。

## 行政区划
同江镇下辖以下地区：
新光村、新发村、永胜村、胜利村、新街村、新乐村和新中村。